# Audrey Descouts
Audrey Descouts (ur. 28 lipca 1980) – francuska szpadzistka, złota medalistka mistrzostw Europy.
W 2000 roku zdobyła brązowy medal indywidualnie i srebrny drużynowo na mistrzostwach świata juniorów w South Bend.
Podczas mistrzostw świata w Petersburgu w 2007 roku Francuzki w składzie: Audrey Descouts, Laura Flessel-Colovic, Hajnalka Király-Picot i Maureen Nisima zdobyły złoty medal w zawodach drużynowych. W rywalizacji indywidualnej zajęła tam 56. miejsce.
Ponadto zdobyła drużynowo brązowy medal na mistrzostwach Europy w Gandawie w 2007 roku.
Nigdy nie wzięła udziału w igrzyskach olimpijskich.